# Tadeusz Krzan
Tadeusz Krzan ps. „Oczko” (ur. 28 kwietnia 1925, zm. 3 września 1984) – żołnierz polskiego ruchu oporu w czasie II wojny światowej.

## Życiorys
W 1943 uczestniczył w akcji odbicia uwięzionych żołnierzy Armii Krajowej z posterunku w Żołyni. Następnie brał udział w wielu innych akcjach, m.in. zdobywając broń i likwidując konfidentów Gestapo. Należał do patrolu dywersyjnego wyspecjalizowanego w skokach na niemieckie transporty kolejowe.
W 1944 został aresztowany przez NKWD i wywieziony do łagru Jegolsk-Borowicze. W 1946 wrócił do Łańcuta.
Odznaczony Krzyżem Walecznych.